# 特雷克河畔比拉克
特雷克河畔比拉克（法語：Birac-sur-Trec，法語發音：[biʁak syʁ tʁɛk]）是法国洛特-加龙省的一个市镇，属于马尔芒德区。

## 地理
特雷克河畔比拉克（44°29'10"N, 0°15'53"E）面积14.34 平方千米，位于法国新阿基坦大区洛特-加龍省，该省份为法国西南部内陆省份，北起多爾多涅省，西接吉倫特省和朗德省，南至热尔省，东临塔恩-加龙省和洛特省。
与特雷克河畔比拉克接壤的市镇（或旧市镇、城区）包括：维拉泽伊、隆格维尔、贡托德诺加雷、皮米克朗、圣帕尔杜迪布勒伊。
特雷克河畔比拉克的时区为UTC+01:00、UTC+02:00（夏令时）。

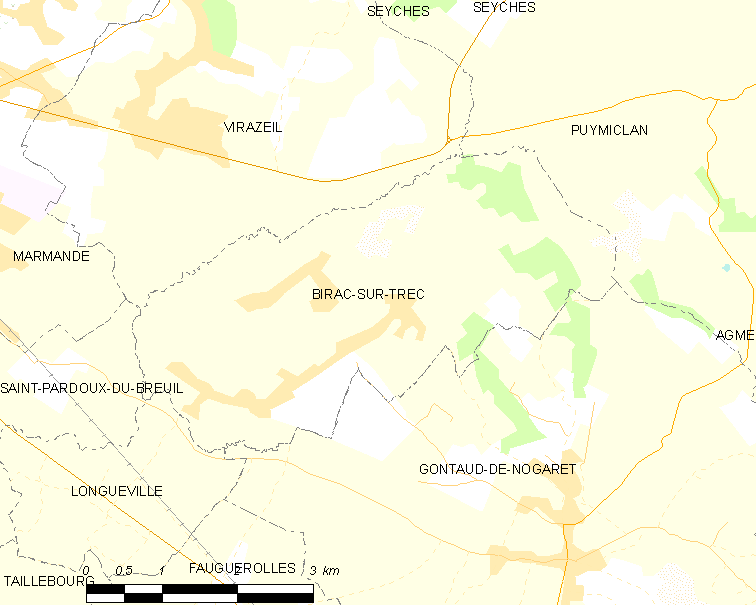
特雷克河畔比拉克的OSM定位图

## 行政
特雷克河畔比拉克的邮政编码为47200，INSEE市镇编码为47028。

## 政治
特雷克河畔比拉克所属的省级选区为马尔芒德第二县。

## 人口

1962-2008年间特雷克河畔比拉克人口变化图示

特雷克河畔比拉克于2022年1月1日时的人口数量为831人。